# Zvěstovice
Zvěstovice é uma comuna checa localizada na região de Vysočina, distrito de Havlíčkův Brod.